# Prociphilus baicalensis
Prociphilus baicalensis är en insektsart. Prociphilus baicalensis ingår i släktet Prociphilus och familjen långrörsbladlöss. Inga underarter finns listade i Catalogue of Life.